# پلکانه سفلی
پلکانه سفلی، روستایی در دهستان قلعه از توابع بخش زاگرس، شهرستان چرداول در استان ایلام ایران است.

## جمعیت
این روستا در دهستان قلعه قرار دارد و براساس سرشماری مرکز آمار ایران در سال ۱۳۸۵، جمعیت آن ۱۰۶ نفر (۲۲خانوار) بوده‌است.